# 다카하시 게이타

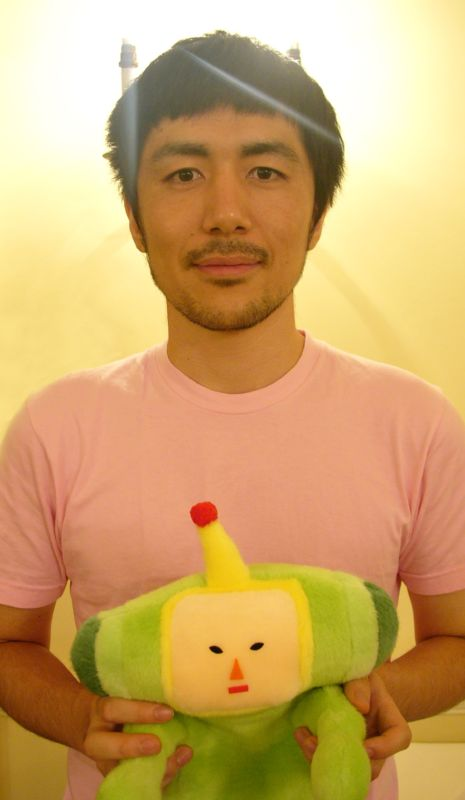

다카하시 게이타(高橋 慶太, 1975년 ~ )는 일본의 게임 디자이너이자 아티스트이다. 괴혼과 그 후속작 We Love Katamari로 유명하다. 피아니스트이자 작곡가 사카이 아스카와 혼인하였고 그녀는 다카하시와 여러 프로젝트에 참여했다.